# 恋の浮島 (1918年の映画)
『恋の浮島』（こいのうきしま）は1918年（大正7年）10月1日公開の日本映画。製作は日活。モノクロ。無声。

## キャスト
- 藤野秀夫
- 五月操
- 衣笠貞之助
- 染谷弘
- 新井淳
- 大村正雄
- 藤川三之助
- 横山運平

## スタッフ
- 原作：江見水蔭